# Tirrén-tenger
A Tirrén-tenger (franciául mer Tyrrhénienne, olaszul Mare Tirreno) a Földközi-tenger része, az Appennini-félsziget délnyugati partjai előtt található. Területe 240 000 km², legmélyebb pontján 3785 méter mély.
Északról az Appennini-félsziget és a Toszkánai-szigetek, nyugatról Korzika és Szardínia, délről Szicília, keletről pedig az Appennini-félsziget határolja. A Franciaországhoz tartozó Korzika kivételével valamennyi part menti terület Olaszországhoz tartozik.
A Tirrén-tengeren, a Lipari-szigetek egyik tagján, a Strombolin aktív vulkán található.